# Gaetano Falzone
Gaetano Falzone (Palermo, 2 marzo 1912 – Palermo, 1º giugno 1984) è stato uno storico italiano.

## Biografia
Laureato nel 1935 in Giurisprudenza e in quindi in Filosofia, fu volontario nella guerra d'Etiopia e ufficiale nella seconda guerra mondiale. Durante il Fascismo fu componente della Commissione nazionale dei Littoriali della Cultura e dell’Arte.
Nel dopoguerra è stato docente ordinario di Storia del Risorgimento all'Università di Palermo. Presidente del comitato siciliano dell'Istituto per la Storia del Risorgimento italiano.
Fu direttore del museo etnografico siciliano Giuseppe Pitrè. Dedicò gran parte del suo lavoro scientifico alla storia del Risorgimento in Sicilia, dal 1848 al 1861..
Il suo testo "Storia della mafia" fu pubblicato in francese nel 1973, perché nessun editore italiano per un decennio volle pubblicarlo.

## Opere
- Il battaglione universitario. Da Mogadiscio ad Addis Abeba, Edizioni de 'L'Appello', s.d. (1936)
- I problemi della Sicilia nel 1848 attraverso nuove fonti inedite, Priulla edt., 1951
- Legioni estere con Garibaldi nel 1860, Manfredi edit., Palermo, 1961
- Sicilia 1860, Palermo, Flaccovio, 1962 (ultima ed. 1981).
- Il Regno di Carlo di Borbone in Sicilia, Patron, 1964.
- La Sicilia fra il sette e l'Ottocento, Flaccovio, 1964.
- Crispi, una esperienza irripetibile, Palermo, Ila Palma, 1970.
- Il Risorgimento a Palermo, Palermo, Ila Palma, 1971.
- Lettere di Rosolino Pilo, (a cura di G. Falzone), Palermo, 1972
- La Sicilia nella politica mediterranea delle Grandi Potenze, Palermo, Flaccovio, 1974.
- Histoire de la mafia, Fayard, Paris, 1973 (trad. it. Storia della mafia, Flaccovio, Palermo, 1984, nuova edizione Rubbettino, 2019)
- Ricerche mazziniane, Palermo, Flaccovio, 1975.